# Pukwana
Pukwana é uma cidade  localizada no estado norte-americano de Dacota do Sul, no Condado de Brule.

## Demografia
Segundo o censo norte-americano de 2000, a sua população era de 287 habitantes.
Em 2006, foi estimada uma população de 278, um decréscimo de 9 (-3.1%).

## Geografia
De acordo com o United States Census Bureau tem uma área de
2,0 km², dos quais 2,0 km² cobertos por terra e 0,0 km² cobertos por água. Pukwana localiza-se a aproximadamente 475 m acima do nível do mar.

## Localidades na vizinhança
O diagrama seguinte representa as localidades num raio de 36 km ao redor de Pukwana.